# Cloé du Trèfle
Cloé du Trèfle (Brussel, 4 mei 1977), de artiestennaam van Cloé Defossez, is een Belgische singer-songwriter en muzikante.
Als multi-instrumentalist gebruikt ze piano, geluidseffecten, stem, elektrische gitaar, analoge keyboards en samples in haar composities, die variëren van electropop tot symfonische motieven.

## Biografie
Cloé du Trèfle studeerde tussen 2009 en 2012 elektroakoestiek aan het Koninklijk Conservatorium Bergen. Na haar middelbare studies verbleef ze zeven maanden in de Verenigde Staten om daarna deel te nemen aan een sociaal project in Azië. 

## Muziekcarrière
Na een eerste album in het Frans, Sapristi, en verschillende prijzen in België en in het buitenland, ontving haar tweede album Microclimat de Coup de Cœur award van de Académie Charles-Cros in Frankrijk.
In 2010 presenteert ze haar nieuwe album Hasards de trajectoires.
Ze toerde door Tsjechië, Engeland, Ierland, Polen, Duitsland, Zwitserland, Nederland, Frankrijk en Spanje, maar ook door Brazilië, China, Vietnam, Kinshasa en Chili.
In 2017 verscheen haar album Entre l'infime et l'infini, opgenomen in haar studio met cellisten Thècle Joussaud en Céline Chappuis.
Begin 2019 brengt Cloé du Trèfle het album Vertige horizontal uit bij het Braziliaanse label Tratore in Zuid-Amerika en gaat Cloé du Trèfle op tournee door Zuid-Amerika.
In 2023 schreef ze samen met Lisette Lombé Brûler-Danser, een intense voorstelling die slam, dans en elektromuziek combineert rond het thema van opstand tegen het patriarchaat en het langzaam terugwinnen van jezelf.

## Discografie
- 2002 : Tales from my Skyscraper
- 2004 : Sapristi
- 2007 : Microclimat
- 2010 : Hasards de trajectoires
- 2013 : D'une nuit à une autre
- 2017 : Entre l'infime et l'infini
- 2019 : Vertige horizontal
- 2023 : Brûler Danser